# Arthurita
L'arthurita és un mineral de la classe dels arsenats, que pertany i dona nom al grup de l'arthurita. Va ser anomenada així l'any 1964 per Richard J. Davis i Max Hutchinson Hey en honor de Sir Arthur Edward Ian Montague Russell (1878-1964), col·leccionista de minerals britànic, i Mr Arthur William Gerald Kingsbury (1906-1968), mineralogista i col·leccionista anglès.

## Característiques
L'arthurita és un arsenat hidratat i hidroxilat de coure i ferro, amb fórmula químia CuFe³⁺₂(AsO₄)₂(OH)₂(H₂O)₄. Cristal·litza en el sistema monoclínic formant cristalls prismàtics aciculars de fins a 5 mil·límetres, en general presentats en forma d'agregats esfèrics i crostes primes. El seu color pot ser verd poma, verd maragda o verd oliva clar. La seva duresa a l'escala de Mohs oscil·la entre 3 i 4. Pertany i dona nom al grup de l'arthurita.
Segons la classificació de Nickel-Strunz, l'arthurita pertany a «08.DC: Fosfats, etc, només amb cations de mida mitjana, (OH, etc.):RO₄ = 1:1 i < 2:1» juntament amb els següents minerals: nissonita, eucroïta, legrandita, strashimirita, earlshannonita, ojuelaïta, whitmoreïta, cobaltarthurita, bendadaïta, kunatita, kleemanita, bermanita, coralloïta, kovdorskita, ferristrunzita, ferrostrunzita, metavauxita, metavivianita, strunzita, beraunita, gordonita, laueïta, mangangordonita, paravauxita, pseudolaueïta, sigloïta, stewartita, ushkovita, ferrolaueïta, kastningita, maghrebita, nordgauïta, tinticita, vauxita, vantasselita, cacoxenita, gormanita, souzalita, kingita, wavel·lita, allanpringita, kribergita, mapimita, ogdensburgita, nevadaïta i cloncurryita.

## Formació i jaciments
És un mineral secundari poc freqüent a la zona d'oxidació d'alguns jaciments de coure, format per alteració de l'arsenopirita o l'enargita. Sol trobar-se associada a altres minerals com: farmacosiderita, escorodita, conicalcita, chenevixita, calcofil·lita, brochantita o quars. La seva localitat tipus es troba a Hingston Down Consols, Gunnislake (Calstock, Cornualla, Anglaterra).

## Varietats
Es coneix una varietat d'arthurita, l'arthurita fèrrica, de fórmula química (Cu,Fe2+)Fe₂3+(AsO₄,PO₄,SO₄)₂(OH,O)·4H₂O.